# Juan Guerra
Juan Guerra (ur. 13 kwietnia 1927) – boliwijski piłkarz, reprezentant kraju. Podczas kariery piłkarskiej występował na pozycji pomocnika.

## Kariera piłkarska
Podczas kariery piłkarskiej Juan Guerra występował w klubie Feroviario La Paz.

## Kariera reprezentacyjna
Juan Guerra występował w reprezentacji Boliwii w latach 1947–1950. 
W 1947 roku wziął udział w Copa América na której Boliwia zajęła siódme, przedostatnie miejsce a Guerra wystąpił we wszystkich siedmiu meczach turnieju z Ekwadorem, Argentyną, Urugwajem, Kolumbią, Paragwajem, Peru i Chile. 
W 1950 wziął udział w mistrzostwach świata, gdzie był rezerwowym i nie wystąpił w jedynym meczu Boliwii z Urugwajem.